# Шепелевка (Белгородская область)
Шепелевка — хутор в Яковлевском районе Белгородской области России.
Входит в состав Алексеевского сельского поселения.

## История
Хутор возник в середине XVIII века, его название произошло от фамилии владельца — генерала Шепелева Д. А.

## География
Расположен к северу от административного центра села Алексеевка на левом берегу реки Пена, которая образует возле хутора большой водоём.
К западу от хутора находятся урочище Осетище и Частый лес.
Через Шепелевку проходит просёлочная дорога; имеется одна улица: Дачная.

## Население
| 2002 | 2010 |
| ---- | ---- |
| 30   | ↗43  |